# رحیبه، ریف دمشق
رحیبه (به عربی: الرحیبة) یک منطقهٔ مسکونی در سوریه است که در استان ریف دمشق واقع شده‌است. رحیبه ۳۰٬۴۵۰ نفر جمعیت دارد.